# Carlos Hipólito
Carlos López Hipólito, conocido artísticamente como Carlos Hipólito (Madrid, 1956) es un actor y locutor
español.

## Biografía
Hijo de un arquitecto y una ama de casa, Carlos empezó a ser espectador de teatro gracias a su madre, muy aficionada, cuya mayor satisfacción era llevar a sus hijos a ver las funciones del Teatro María Guerrero en Madrid.
Desde que en 1976 subió profesionalmente a un escenario teatral, a lo largo de toda su carrera numerosos premios han proclamado la maestría de su trabajo de intérprete en los más diversos géneros dramáticos. Cabe destacar tres obras en su carrera: Arte, de Yasmina Reza, El método Grönholm, de Jordi Galcerán y Todos eran mis hijos, de Arthur Miller.
Actor de talento versátil, también ha intervenido con frecuencia en las más variadas series de televisión y cine, inolvidable su presencia en Mi hermano del alma, de Mariano Barroso y Ninette, de José Luis Garci, con quién ha trabajado en la mayoría de sus películas, como You're the One (una historia de entonces), Historia de un beso -siendo nominado al Premio Goya-, Tiovivo c. 1950, Sangre de mayo y Holmes & Watson. Madrid Days. 
Casado con la también actriz Mapi Sagaseta, con la que tiene una hija llamada Elisa.
Interpreta, desde 2001, la voz de adulto de Carlos Alcántara Fernández en la serie de televisión emitida por TVE1, Cuéntame cómo pasó. Además, en la parte ambientada en 2020 de la temporada 21, no hace de voz en off, sino que actúa en los decorados. En 2015, actuó como Leopoldo Ferreiro Lobo en las dos primeras temporadas de la serie española Vis a vis.
Galardonado con el Premio Corral de Comedias 2018 del Festival de Teatro Clásico de Almagro
En 2020 recibió la Medalla de Oro al Mérito en las Bellas Artes. En 2024 el Premio Fuente de Castalia del Festival de Teatro Clásicos en Alcalá.
Carlos Hipólito es también vicerrector de la Fundación Shakespeare de España y su escuela de actores, la cual tiene su sede actual en Valencia.

## Filmografía y premios

### Cine
| Año  | Película                                  | Director                      | Notas/Premios |
| ---- | ----------------------------------------- | ----------------------------- | --- |
| 1986 | La monja alférez                          | Javier Aguirre Fernández      | |
| 1991 | Beltenebros                               | Pilar Miró                    | |
| 1991 | Salsa rosa                                | Manuel Gómez Pereira          | |
| 1991 | Una mujer bajo la lluvia                  | Gerardo Vera                  | |
| 1992 | Después del sueño                         | Mario Camus                   | |
| 1992 | El pájaro de la felicidad                 | Pilar Miró                    | |
| 1993 | Mi hermano del alma                       | Mariano Barroso               | Semana de Cine Español de Murcia - Premio "Francisco Rabal" al mejor actor                                                 |
| 1996 | ¿De que se rien las mujeres?              | Joaquín Oristell              | |
| 1997 | Go for Gold                               | Lucián Segura                 | |
| 1997 | Hazlo por mí                              | Ángel Fernández Santos        | |
| 1998 | Casate conmigo, Maribel                   | Ángel Blasco                  | |
| 1998 | Coraje                                    | Alberto Durant                | |
| 1999 | Goya en Burdeos                           | Carlos Saura                  | |
| 2000 | Hombres felices                           | Roberto Santiago              | |
| 2000 | You're the One (una historia de entonces) | José Luis Garci               | |
| 2002 | Historia de un beso                       | José Luis Garci               | Nominado - Premio Goya a la mejor interpretación masculina de reparto Nominado - Medalla del CEC al mejor actor secundario |
| 2002 | La soledad era esto                       | Sergio Renán                  | |
| 2003 | El septimo día                            | Carlos Saura                  | |
| 2004 | Tiovivo c. 1950                           | José Luis Garci               | |
| 2005 | Ninette                                   | José Luis Garci               | |
| 2007 | Lola                                      | Miguel Hermoso                | |
| 2007 | Hebuca                                    | José Luis López Linares       | |
| 2007 | Quiéreme                                  | Beda Do Campo                 | |
| 2008 | Sangre de mayo                            | José Luis Garci               | |
| 2009 | Amores locos                              | Beda Do Campo Feijóo          | |
| 2010 | Pasionaria                                | Leonor Bruna                  | Cortometraje |
| 2011 | Edificio ural                             | José Fontes y Miguel Tejerina | Cortometraje |
| 2011 | ¿De que se ríen las hienas?               | Javier Veiga                  | Cortometraje |
| 2012 | Holmes & Watson. Madrid Days              | José Luis Garci               | |
| 2014 | Francisco                                 | Beda Docampo                  | |
| 2016 | 1898: Los últimos de Filipinas            | Salvador Calvo                | |
| 2019 | La maldición del guapo                    | Beda Do Campo                 | |
| 2019 | Explota Explota                           | Nacho Álvarez                 | |
| 2024 | Palacio Estilistas                        | Moisés Martín                 | |

### Televisión

#### Series de televisión
| Año         | Serie/Telefilme                                       | Personaje                               | Cadena    | Notas         |
| ----------- | ----------------------------------------------------- | --------------------------------------- | --------- | ------------- |
| 1977        | Los jueves locos                                      |                                         | TVE       |               |
| 1980        | Cervantes                                             |                                         | La 1      | 1 episodio    |
| 1981 - 1982 | La cometa blanca                                      |                                         | La 1      | 5 episodios   |
| 1982 - 1983 | Estudio 1                                             |                                         | La 1      | 1 episodio    |
| 1985        | Goya                                                  |                                         | La 1      | 1 episodio    |
| 1989        | Amores difíciles: Yo soy el que tú buscas             |                                         | La 1      | TV Movie      |
| 1990        | La forja de un rebelde                                | Antonio                                 | La 1      | 2 episodios   |
| 1991        | Eva y Adán, agencia matrimonial                       | Luis Francisco                          | La 1      | 1 episodio    |
| 1991        | Las chicas de hoy en día                              | Lolo                                    | La 1      | 1 episodio    |
| 1992        | Hasta luego cocodrilo                                 | Raúl                                    | La 1      | 5 episodios   |
| 1992        | Crónicas del mal                                      |                                         | La 1      | 1 episodio    |
| 1994        | Habitación 503                                        | Felipe                                  | La 1      | 1 episodio    |
| 1996        | Médico de familia                                     |                                         | Telecinco | 1 episodio    |
| 1997        | Blasco Ibáñez, la novela de su vida                   |                                         | La 1      | 2 episodios   |
| 2000        | Antivicio                                             |                                         | La 1      | 1 episodio    |
| 2001 - 2023 | Cuéntame cómo pasó                                    | (Voz en off de Carlos Alcántara adulto) | La 1      | 413 episodios |
| 2003        | La Mari                                               | Iván                                    | Canal Sur | 2 episodios   |
| 2005        | Hospital Central                                      | Julio                                   | Telecinco | 1 episodio    |
| 2006        | El comisario                                          | Ignacio                                 | Telecinco | 1 episodio    |
| 2007        | Hermanos y detectives                                 |                                         | Telecinco | 1 episodio    |
| 2007        | Desaparecida                                          | Alfredo Marcos                          | La 1      | 13 episodios  |
| 2008        | Guante blanco                                         | Bernardo Valle                          | La 1      | 8 episodios   |
| 2009        | La Mari 2                                             | Iván                                    | Canal Sur | 2 episodios   |
| 2009        | Los misterios de Laura                                | Sebastián Soto                          | La 1      | 1 episodio    |
| 2010 - 2011 | La Duquesa                                            | Jesús Aguirre                           | Telecinco | 2 episodios   |
| 2010        | La huella del crimen 3: El asesino dentro del círculo | Garrido                                 | La 1      | 1 episodio    |
| 2010        | Acusados                                              |                                         | Telecinco | 1 episodio    |
| 2011        | Alakrana                                              | Embajador Kenia                         | Antena 3  | 2 episodios   |
| 2013        | Hermanos                                              | Antonio Torres                          | Telecinco | 1 episodio    |
| 2015 - 2016 | Vis a vis                                             | Leopoldo Ferreiro Lobo                  | Antena 3  | 18 episodios  |
| 2016        | El Ministerio del Tiempo                              | Felipe II de España                     | La 1      | 1 episodio    |
| 2018        | Vivir sin permiso                                     | Fidel Lamas                             | Telecinco | 1 episodio    |
| 2018        | Félix                                                 | Javier Flores                           | Movistar+ | 1 episodio    |
| 2020        | Caronte                                               | Comisario Paniagua                      | Telecinco | 13 episodios  |
| 2020        | Dime quién soy                                        | Juan Garayoa                            | Movistar+ | 1 episodio    |
| 2021        | Cuéntame cómo pasó                                    | Carlos Alcántara (adulto)               | La 1      | 14 episodios  |
| 2022        | Laura y el misterio del asesino inesperado            | Sebastián Soto                          | La 1      | Telefilme     |

#### Programas de televisión
| Año  | Serie/Telefilme/Especial                                                     | Notas/Premios |
| ---- | ---------------------------------------------------------------------------- | ------------- |
| 2008 | Ceremonia de clausura - 56.º Festival Internacional de Cine de San Sebastián | Presentador   |
| 2010 | XIII edición de los Premios Max de las Artes Escénicas                       | Presentador   |
| 2021 | Madrid desde el aire                                                         | Locutor       |

### Teatro
| Año         | Obra de teatro                    | Notas/Premios |
| ----------- | --------------------------------- | --- |
| 1976        | Proceso a la sombra de un burro   | |
| 1977        | Cándido                           | |
| 1978        | Asamblea general                  | |
| 1978        | Así que pasen cinco años          | |
| 1979        | Don Carlos                        | |
| 1979        | La dama boba                      | |
| 1980        | La señora Tártara                 | |
| 1982        | Seis personajes en busca de autor | |
| 1982        | Mariana Pineda                    | |
| 1983 - 1984 | El botín                          | |
| 1985        | Bohemios                          | |
| 1985        | Madre Coraje y sus hijos          | |
| 1985        | El hospital de los locos          | |
| 1986        | El concierto de San Ovidio        | |
| 1986        | El sueño de una noche de verano   | |
| 1987        | Los enredos de Scapin             | |
| 1988        | Julio César                       | |
| 1989        | Largo viaje hacia la noche        | Premios de la Villa de Madrid - Premio Ricardo Calvo de interpretación dramática para actores |
| 1989        | Así que pasen cinco años          | |
| 1991        | Las comedias bárbaras             | |
| 1991 - 1992 | La verdad sospechosa              | Premio Unión de Actores a la mejor interpretación protagonista de teatro |
| 1993        | Casi una diosa                    | |
| 1993        | La estación                       | |
| 1994        | El médico de su honra             | Premio Unión de Actores a la mejor interpretación protagonista de teatro |
| 1995 - 1996 | El misántropo                     | Finalista - Premio Fotogramas de Plata al mejor actor de teatro |
| 1997        | Recital antología poética Lorca   | |
| 1998        | Lorca: Poeta en Nueva York        | |
| 1998 - 2001 | Arte                              | Premio Unión de Actores a la mejor interpretación protagonista de teatro Premio Max al mejor actor protagonista Premio Ercilla a la mejor interpretación protagonista |
| 2001 - 2002 | Historia de un caballo            | Nominado - Premio Max al mejor actor protagonista Nominado - Premio Unión de Actores a la mejor interpretación protagonista de teatro Finalista - Premio Fotogramas de Plata al mejor actor de teatro |
| 2002        | Romeo y Julieta                   | |
| 2002        | Siete escenas de Hamlet           | |
| 2002        | En brazos del aire                | |
| 2002-2003   | El burlador de Sevilla            | Nominado - Premio Max al mejor actor protagonista Nominado - Premio Mayte de Teatro a la mejor interpretación teatral Nominado - Premio Unión de Actores al mejor actor protagonista de teatro |
| 2003-2004   | Dakota                            | |
| 2004–2006   | El método Grönholm                | Premio Unión de Actores al mejor actor protagonista de teatro Premio Mayte de Teatro a la mejor interpretación teatral |
| 2009        | Don Carlos                        | Premios de la Villa de Madrid - Premio Ricardo Calvo de interpretación dramática para actores |
| 2009-2010   | Glengarry Glen Ross               | Premio Max al mejor actor protagonista Premios de la Villa de Madrid - Premio "Ricardo Calvo" de interpretación dramática para actores Nominado - Premio Valle Inclán de Teatro a la mejor labor teatral Nominado - Premio Mayte de Teatro a la mejor interpretación teatral Nominado - Premio Ercilla a la mejor interpretación protagonista |
| 2010-2011   | Todos eran mis hijos              | Asociación Amigos del Teatro de Valladolid - Premio "Meliá Recoletos" Premio Teatro de Rojas a la mejor interpretación masculina Premio Unión de Actores al mejor actor protagonista de teatro Nominado - Premio Max al mejor actor protagonista Nominado - Premio Valle Inclán de Teatro a la mejor labor teatral                            |
| 2012        | Follies                           | Premio Max al mejor actor protagonista Premio Unión de Actores al mejor actor protagonista de teatro |
| 2012        | Sonrisas y lágrimas               | |
| 2013-2015   | El crédito                        | Nominado - Premio Valle Inclán de Teatro a la mejor labor teatral Nominado - Premio Ercilla a la mejor interpretación protagonista |
| 2013-2014   | Feelgood                          | Colaboración en vídeo, como Presidente del Gobierno. |
| 2016-2017   | La mentira                        | |
| 2017        | Billy Elliot                      | Padre de Billy |
| 2019        | Copenhague                        | |
| 2020        | Macbeth                           | |
| 2021        | Rita                              | Toni |
| 2022        | Oceanía                           | |